# Período pré-colombiano na Venezuela
O período pré-colombiano na Venezuela refere-se ao período anterior à colonização espanhola das Américas no século XVI, conhecido como a era pré-colombiana. Abrange a história do que hoje são conhecidos como os povos indígenas da Venezuela.
Arqueólogos descobriram evidências dos primeiros habitantes conhecidos da área venezuelana na forma de ferramentas líticas em forma de folha, juntamente com implementos de corte e plaino-convexos para raspar expostos nas altas terras ribeirinhas do Rio Pedregal no oeste da Venezuela.
Artefatos de caça do Pleistoceno Superior, incluindo pontas de lança, vêm de um sítio semelhante no noroeste da Venezuela conhecido como El Jobo. De acordo com a datação por radiocarbono, esses datam de 13.000 a 7.000 a.C.
Taima-Taima, Muaco amarelo e El Jobo em Falcón são alguns dos sítios que renderam material arqueológico desses tempos. Esses grupos coexistiram com megafauna como megatério, gliptodontes e toxodontes.
Arqueólogos identificam um período Meso-Indiano de 7000-5000 a.C. a 1000 d.C. Neste período, caçadores e coletores de megafauna começaram a se voltar para outras fontes de alimento e estabeleceram as primeiras estruturas tribais.
A partir de cerca de 1000 d.C., arqueólogos falam do período Neo-Indígena, que termina com a Conquista e Colonização europeia.

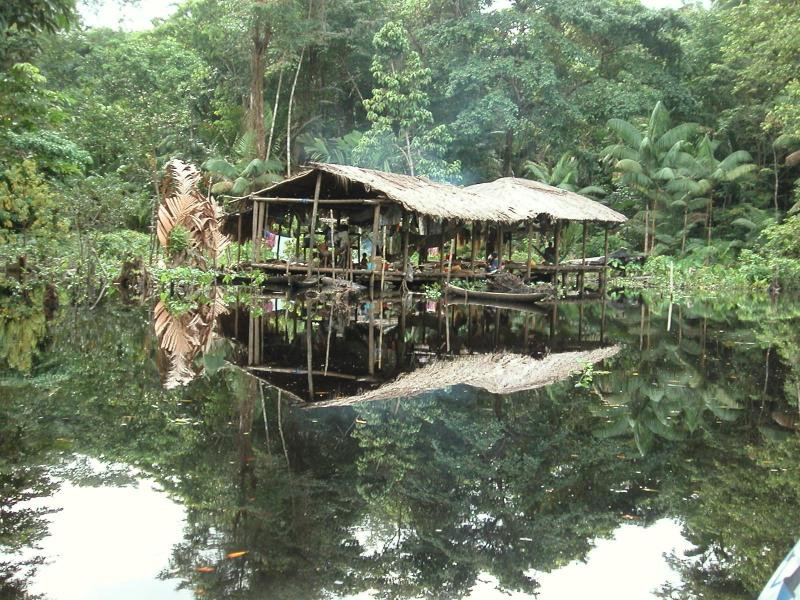
Um palafito como os vistos por Américo Vespúcio

Não se sabe quantas pessoas viviam na Venezuela antes da Conquista Espanhola; pode ter sido cerca de um milhão de pessoas, e além dos povos de hoje incluíam grupos como os Arawaks, Caribs, e Timoto-cuicas. O número foi muito reduzido após a Conquista, principalmente através da propagação de novas doenças da Europa. Havia dois principais eixos norte-sul de população pré-colombiana, produzindo milho no oeste e mandioca no leste. Grandes partes das planícies Llanos foram cultivadas através de uma combinação de cultivo itinerante e agricultura permanente assentada. Os povos indígenas da Venezuela já haviam encontrado petróleos crus e asfaltos que se infiltravam do subsolo para a superfície. Conhecido pelos locais como mene, o líquido espesso e preto era usado principalmente para fins medicinais, como fonte de iluminação e para a calafetagem de canoas.

No século XVI, quando a colonização espanhola começou no território venezuelano, a população de vários povos indígenas como os Mariches (descendentes dos Caribes) diminuiu. Os caciques (líderes) nativos, como Guaicaipuro (c. 1530-1568) e Tamanaco (falecido em 1573) tentaram resistir às incursões espanholas, mas os recém-chegados acabaram subjugando-os. O fundador de Caracas, Diego de Losada, acabou matando Tamanaco.